# 玉北型揚陸艇
玉北型揚陸艇（ユーベイがたようりくてい、英: Yubei class utility landing craft）は、中国人民解放軍海軍の汎用揚陸艇（LCU）の艦級に対して付与されたNATOコードネーム。人民解放軍海軍での名称は074A型揚陸艇（074A型登陆艇）。
船型はポンツーンに船首楼型の側壁と上部構造物をつけた、典型的なLCU構造となっており、上甲板がそのまま車両甲板となっている。63式水陸両用戦車6両または兵員250名を輸送できる。擱座揚陸（ビーチング）時の安定性確保のため、艦首は特殊なカタマラン型となっており、その間にバウ・ランプを設けている。艦橋を含む上部構造物は、アメリカ海軍のLSM-1級中型揚陸艦やLCU-1610級揚陸艇と同様に右舷側に配置されており、2層の幅狭な甲板室を構成している。煙突は設けられておらず、船尾排気とみられている。
2004年より10隻が建造されている。